# Родионов, Александр Андреевич
Александр Андреевич Родионов 2-й (16 ноября 1854 — 20 июля 1906, Кронштадт) — русский морской офицер, капитан 1-го ранга, участник Цусимского сражения.

## Биография
Сын коллежского советника.
- 15 сентября 1872 — воспитанник Морского кадетского корпуса.
- 1 мая 1873 — принят на действительную службу.
- 16 октября 1875 — унтер-офицер.
- 17 мая 1876 — гардемарин.
- 19 мая 1876 — первоначально в 6-м флотском экипаже Балтийского флота.
- 27 сентября 1876 — переведён в 8-й флотский экипаж.
- 30 августа 1877 — мичман (в составе 6-го флотского экипажа).
- 13 апреля 1878 — и. д. командира 9-й роты 6-го флотского экипажа.
- 20 сентября 1878 — командир 2-й роты 6-го флотского экипажа.
- 5 апреля 1879 — 21 октября 1881 — в обучающемся составе Учебного артиллерийского отряда.
- 25 ноября 1881 — И. д. командира 2-й роты плавучей батареи «Первенец» с переводом в 4-й флотский экипаж.
- 1 января 1882 — лейтенант (3-й флотский экипаж).
- 17 июня 1882 — окончил Артиллерийский офицерский класс с правом заведования гальванической стрельбой на судах флота.
- 10 мая 1883 — заграничное плавание на фрегате «Светлана» с переводом в 3-й флотский экипаж.
- 20 августа 1883 — Командир 4-й роты фрегата «Светлана».
- 24 апреля 1884 — переведён во 2-й флотский экипаж.
- 3 октября 1884 — преподаватель школы комендоров.
- 24 октября 1884 — командир 2-й роты фрегата «Герцог Эдинбургский».
- 19 апреля 1885 — заведующий приборами гальванической стрельбы на фрегате «Герцог Эдинбургский».
- 30 сентября 1886 — преподаватель комендорской школы.
- 12 сентября 1887 — старший артиллерийский офицер фрегата «Генерал-Адмирал».
- 4 мая 1888 — заграничное плавание на клипере «Крейсер».
- 10 июня 1888 — старший артиллерийский офицер клипера «Манджур» с переводом во 2-й флотский экипаж.
- 1 мая 1890 — выезжает во Владивосток, в наличие экипажа.
- 8 февраля 1891 — окончил курс минного дела в Минном офицерском классе удовлетворительно.
- 1 октября 1891 — в составе 13-го флотского экипажа.
- 1 октября 1891 — командир 4-й роты крейсера «Азия».
- 19 декабря 1891 — член комиссии по предоставлению сведений о поставлении парохода «Силач» на банку Литтеугрун.
- 9 февраля 1892 — старший офицер крейсера «Азия».
- 18 ноября 1892 — в составе 11-го флотского экипажа.
- 28 марта 1893 — капитан 2-го ранга.
- 15 мая — 9 октября 1898 — и. д. командира портового судна «Работник». Участвует в проведении гидрографических работ.
- 8 мая — 7 сентября 1899 — командир миноносца № 108.
- 6 декабря 1899 — 13 сентября 1901 — командир минного крейсера «Посадник»
- 6 декабря 1901 — командир броненосца береговой обороны «Адмирал Лазарев».
- 1903 — командир броненосного крейсера «Адмирал Нахимов» в составе Учебно-артиллерийского отряда.
- 24 апреля 1904 — крейсер включён в состав 2-й Тихоокеанской эскадры.

Крейсер под командованием А. А. Родионова участвовал в Цусимском походе и сражении в составе 2-го броненосного отряда, получив тяжёлые повреждения. После того, как японский корабль снял команду с тонущего крейсера, спрятавшиеся на борту А. А. Родионов и старший штурман лейтенант В. Е. Клочковский сорвали с флагштока японский флаг и подняли Андреевский. Родионов был поднят из воды японскими рыбаками, после чего команда японского миноносца захватила его в плен в рыбацкой деревне и доставила в военный госпиталь в Майдзуру. 13 ноября 1905 года, вместе с другими пленёнными офицерами эскадры, он прибыл во Владивосток на пароходе «Киев».
Назначен на должность начальника 20-го флотского экипажа.
В ночь на 20 июля 1906 командир 20-го флотского экипажа капитан 1-го ранга Родионов был убит в Кронштадте взбунтовавшимися матросами сводной роты 11, 16 и 20 экипажей. Получил 6 штыковых ран, лицо было разбито прикладами. Вместе с Родионовым погиб ряд офицеров и членов их семей.

## Отличия
- Орден Святого Станислава III степени (1.1.1888)
- Благодарность его Императорского Величества Генерал-Адмирала (1.1.1885)
- Орден Святой Анны III степени (21.4.1888)